# Riccardo Zucconi
Riccardo Zucconi (Camaiore, 26 settembre 1956) è un politico italiano, deputato di Fratelli d'Italia a partire dal 2018.

## Biografia
Nato il 26 settembre 1956 a Camaiore, in provincia di Lucca, dove si è diplomato al liceo scientifico, frequenta la facoltà di giurisprudenza presso l'Università di Pisa, ma senza ultimare gli studi per poter entrare nel campo dell'imprenditoria, dapprima gestendo un servizio di turismo in diversi hotel e poi aprendo, a partire dal 2000, diverse attività di ristorazione sul litorale versiliese tra cui il prestigioso Gran Caffè Margherita a Viareggio.
È sposato con Antonella Pesetti e padre di 4 figli.

## Attività politica

### Forza Italia e La Destra di Storace
Alle elezioni amministrative del 1994 si è candidato al consiglio provinciale di Lucca, a sostegno della mozione dell'ex missino Enrico Grabau nelle liste di Forza Italia, venendo eletto consigliere provinciale e rimanendo in carica fino al 1997.
Alle elezioni politiche del 1996 è stato candidato alla Camera dei deputati nel collegio uninominale di Viareggio, sostenuto dalla coalizione di centro-destra Polo per le Libertà in quota forzista, dove ottenne il 43,45% dei voti e venendo sconfitto dal candidato de L'Ulivo, in quota Federazione Laburista, Carlo Carli (50,33%).
Alle elezioni amministrative del 2011 è stato ricandidato come consigliere provinciale di Lucca, tra le liste de La Destra di Francesco Storace nei collegi di Viareggio II e Viareggio IV a sostegno del candidato del centro-destra Gabriele Attilio Brunini, ma, ottenendo rispettivamente l'1,49% e l'1,89%, non venne eletto.

### Adesione a Fratelli d'Italia
A dicembre 2012, raccogliendo l'appello lanciato in quei giorni dall'ex Ministro della gioventù Giorgia Meloni e l'ex sottosegretario alla difesa Guido Crosetto, partecipa alla fondazione di Fratelli d'Italia (FdI), con cui alle elezioni politiche del 2013 è stato candidato alla Camera dei deputati, tra le sue liste nella circoscrizione Toscana, ma non risultando eletto.
Alle elezioni regionali in Toscana del 2015 si è candidato tra le liste di FdI, nella mozione del leghista Claudio Borghi, ottenendo 1.277 preferenze nella circoscrizione di Lucca ma non venendo eletto.

### Elezione a deputato
Nominato segretario provinciale di Fratelli d'Italia, alle elezioni politiche del 2018 viene candidato alla Camera dei deputati nel collegio uninominale Toscana - 09 (Lucca), sostenuto dalla coalizione di centro-destra in quota FdI, dov'è eletto deputato con il 37,78% dei voti e superando i candidati del centro-sinistra, in quota Partito Democratico, Stefano Baccelli (26,96%) e del Movimento 5 Stelle Piero Landi (25,89%). Nella XVIII legislatura della Repubblica è stato membro e capogruppo di Fratelli d'Italia nella 10ª Commissione Attività produttive, Commercio e Turismo, oltreché delegato d'Aula del gruppo parlamentare di FdI alla Camera.
Alle elezioni politiche anticipate del 2022 viene ricandidato alla Camera nel ridisegnato collegio uninominale Toscana - 03 (Lucca), sostenuto dal centro-destra in quota Fratelli d'Italia, venendo confermato a Montecitorio totalizzando il 46,82% dei voti e sopravanzando i candidati del centro-sinistra, in quota Partito Democratico, Serena Mammini (27,86%) e del Movimento 5 Stelle Marco Cresci (10,18%). Nella XIX legislatura è segretario dell'ufficio di presidenza della Camera, eletto il 19 ottobre 2022, presidente del Comitato consultivo sulla condotta dei deputati e componente della 10ª Commissione Attività produttive, Commercio e Turismo.